# بدون رزرو
 بدون رزرو (به انگلیسی: No Reservations) فیلمی محصول سال ۲۰۰۷ به
کارگردانی اسکات هیکز است. در این فیلم کاترین زتا جونز، آرون اکهارت ابیگیل برسلین، پاتریشا کلارکسون، لیلی ریب، سلیا وستون، باب بالابان، آریجا باریکیس، زو کراویتز، جان مک‌مارتین، مت سرویتو و فولویو سکری بازی کردند.